# Contea di Presque Isle
La contea di Presque Isle, in inglese Presque Isle County, è una contea dello Stato del Michigan, negli Stati Uniti. La popolazione al censimento del 2000 era di 14 411 abitanti. Il capoluogo di contea è Rogers City.

## Contee e distretti confinanti
- Contea di Chippewa - nord
- Distretto di Manitoulin (Ontario, Canada) - est
- Contea di Alpena - sud-est
- Contea di Montmorency - sud-ovest
- Contea di Cheboygan - ovest
- Contea di Mackinac - nord-ovest

## Comuni

### Cities
- Onaway
- Rogers City (capoluogo)

### Villages
- Millersburg
- Posen